# Santa Juliana
Santa Juliana là một đô thị thuộc bang Minas Gerais, Brasil. Đô thị này có diện tích 727,351 km², dân số năm 2007 là 10582 người, mật độ 17,45 người/km².